# Lobocheilos gracilis
Lobocheilos gracilis är en fiskart som först beskrevs av Fowler, 1937.  Lobocheilos gracilis ingår i släktet Lobocheilos och familjen karpfiskar. Inga underarter finns listade i Catalogue of Life.